# Danh sách giải thưởng Việt Nam
Danh sách này không đầy đủ, bạn cũng có thể giúp mở rộng danh sách.
Sau đây là danh sách các giải thưởng tại Việt Nam (đã được tổ chức ít nhất 2 lần).

### Biểu trưng, áp phích, chứng nhận

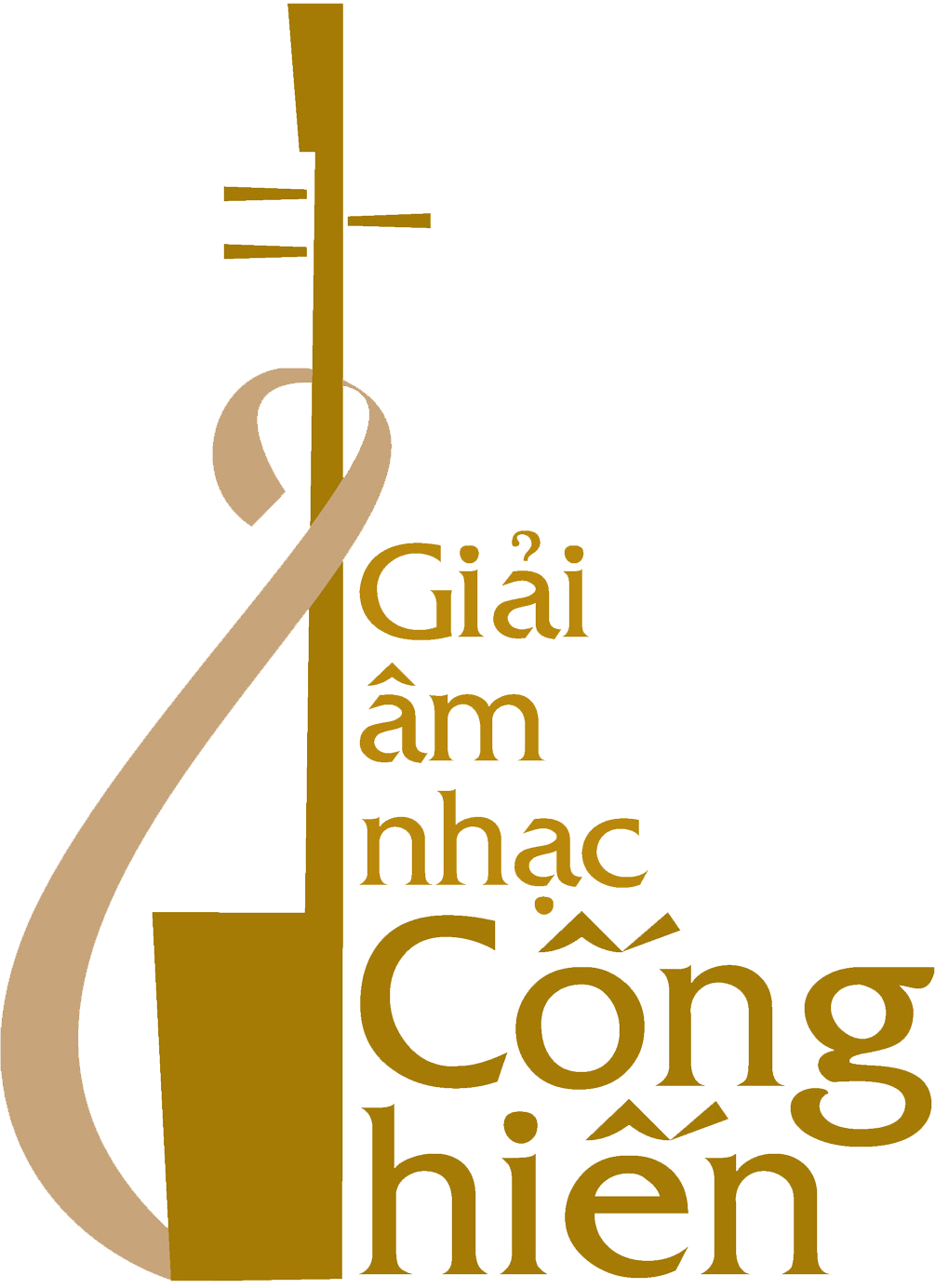
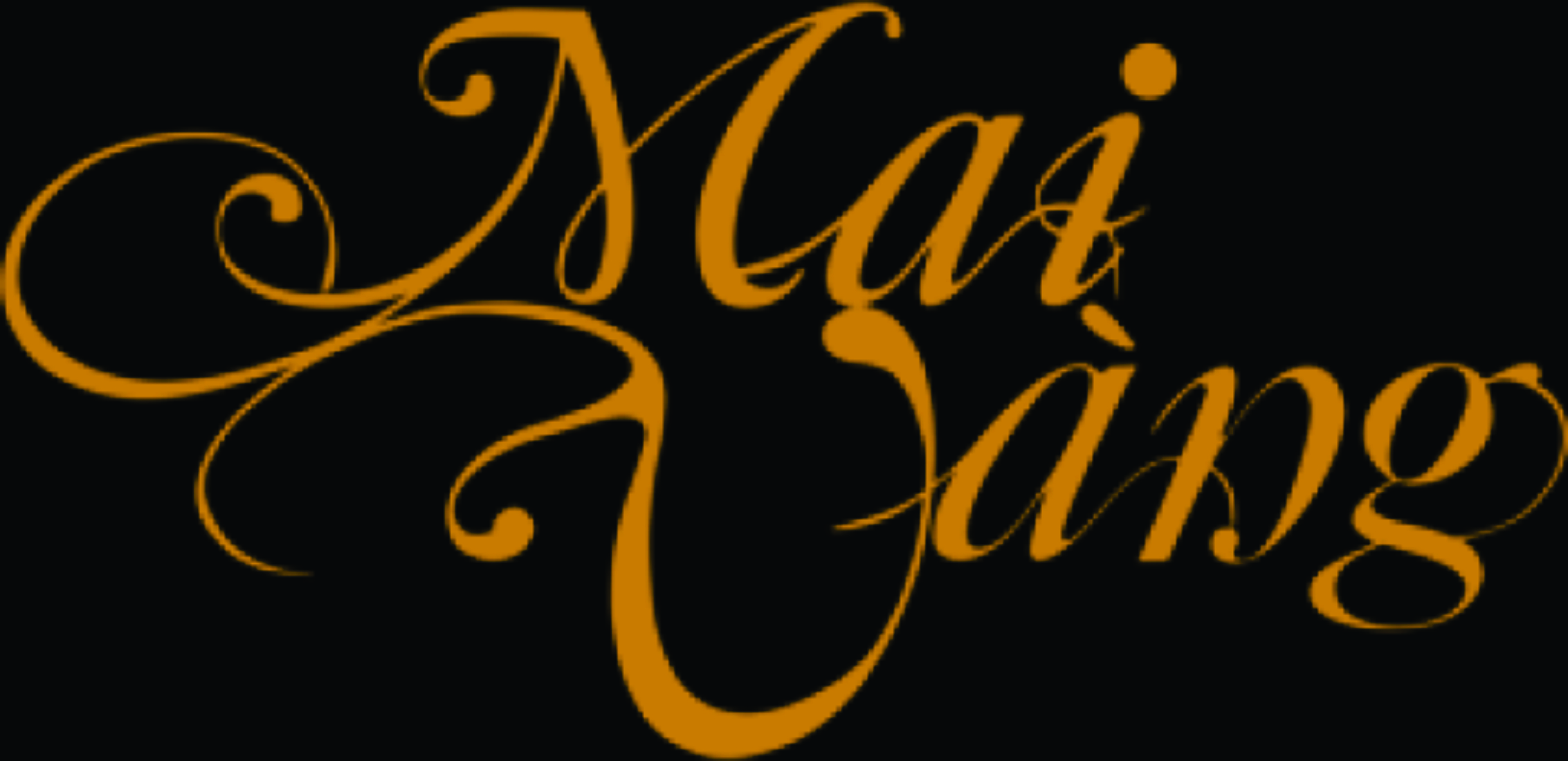
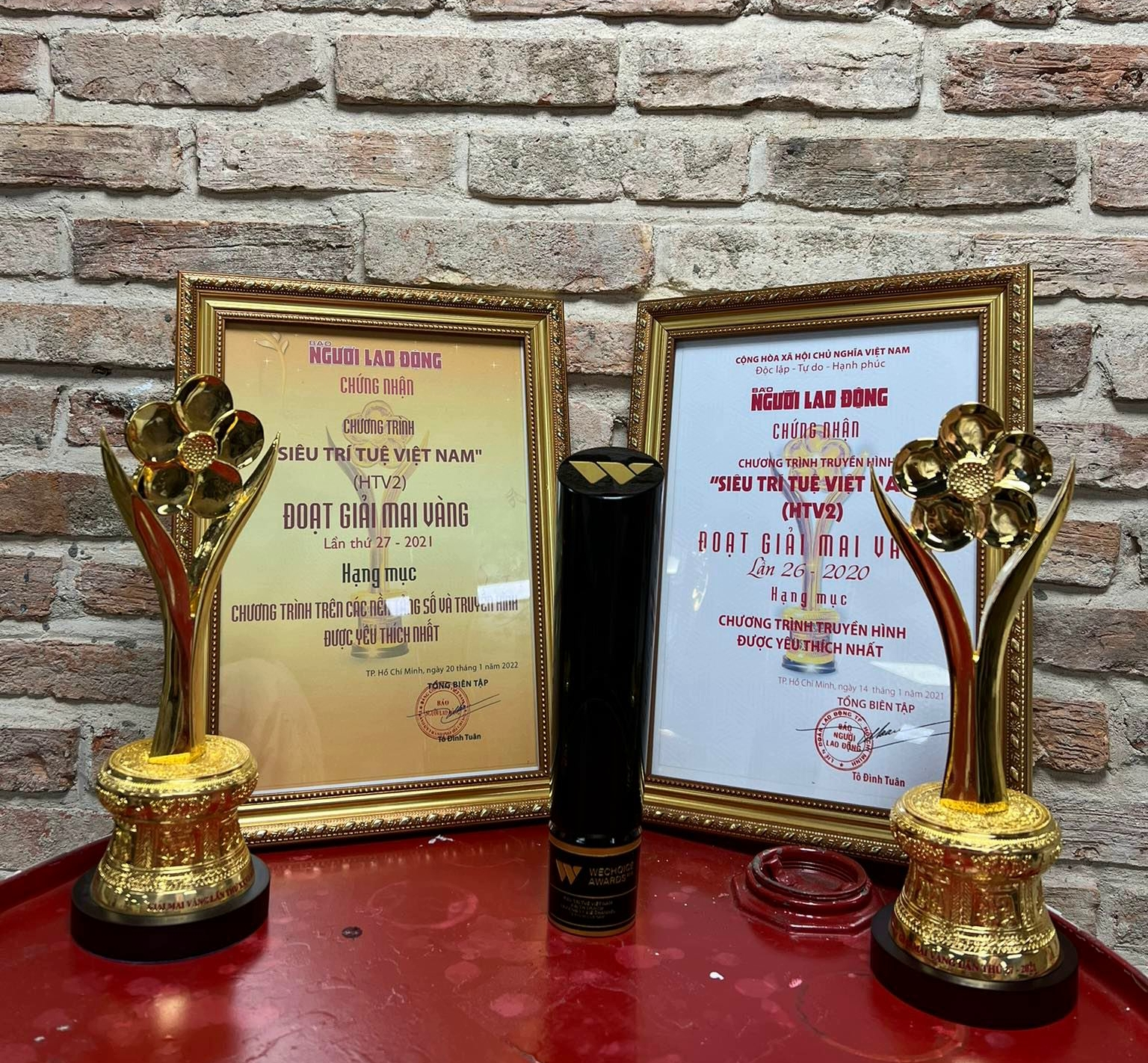
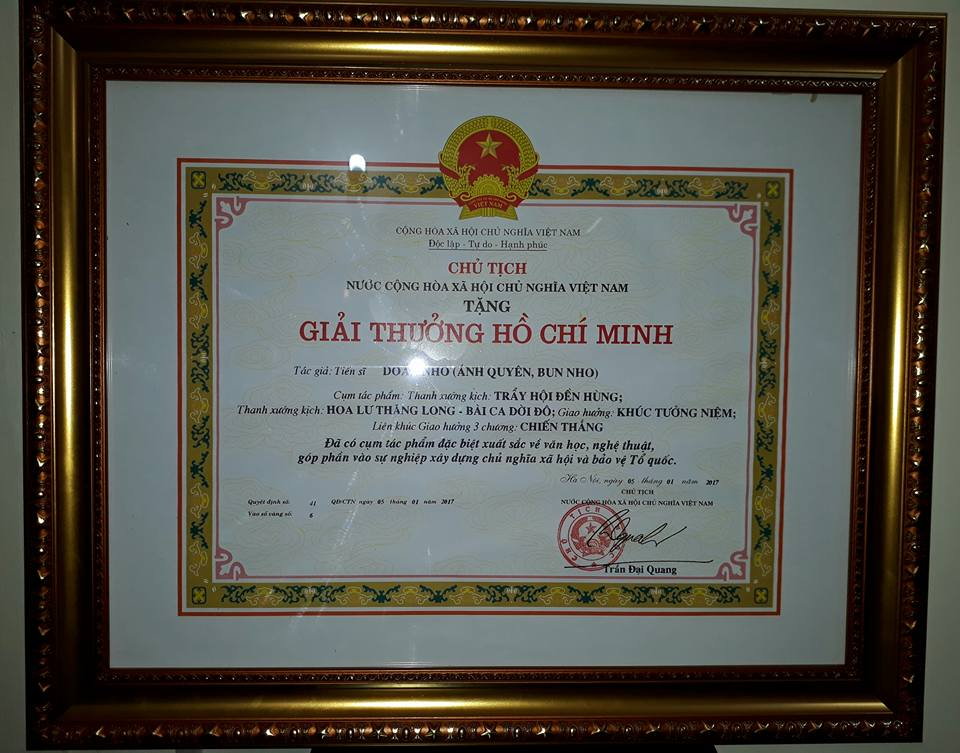
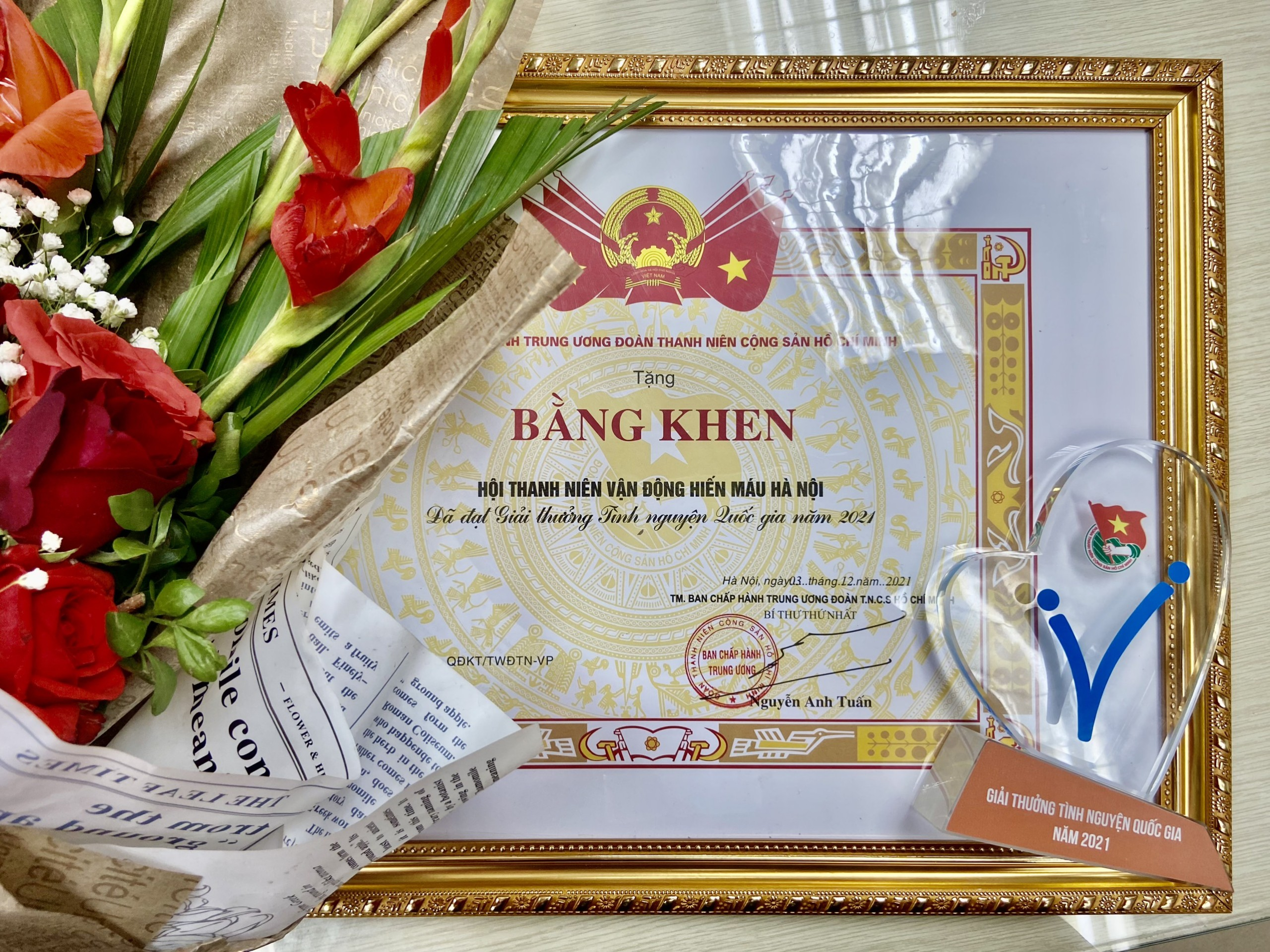

## Danh sách
| Stt                        | Tên                                            | Giai đoạn                   | Đơn vị tổ chức                                                  |
| Cấp Nhà nước / Chính phủ   | Cấp Nhà nước / Chính phủ                       | Cấp Nhà nước / Chính phủ    | Cấp Nhà nước / Chính phủ                                        |
| -------------------------- | ---------------------------------------------- | --------------------------- | --------------------------------------------------------------- |
| 1                          | Giải thưởng Hồ Chí Minh                        | 1996–nay, 5 năm 1 lần       | Nhà nước                                                        |
| 2                          | Giải thưởng Nhà nước                           | 2001–nay, 5 năm 1 lần       | Nhà nước                                                        |
| 3                          | Giải thưởng Chất lượng Quốc gia                | 1996–nay                    | Chính phủ                                                       |
| Cấp Bộ                     |                                                |                             |                                                                 |
| 1                          | Giải thưởng Bông lúa vàng Việt Nam             | 2004–nay, không thường niên | Bộ Nông nghiệp và Phát triển nông thôn                          |
| 2                          | Giải thưởng Bùi Xuân Phái – Vì tình yêu Hà Nội | 2008–nay                    | Báo Thể thao và Văn hóa                                         |
| 3                          | Giải thưởng Tạ Quang Bửu                       | 2013–nay, 3 năm 1 lần       | Bộ Khoa học và Công nghệ                                        |
| 4                          | Giải thưởng sách Quốc gia                      | 2018–nay                    | Bộ Thông tin và Truyền thông, Hội Xuất bản Việt Nam             |
| Cấp Ngành / Hiệp hội       |                                                |                             |                                                                 |
| 1                          | Giải thưởng Sao Khuê                           | 2003–nay                    | Hiệp hội Phần mềm và Dịch vụ Công nghệ thông tin Việt Nam       |
| 2                          | Giải thưởng Lao động sáng tạo                  | 1981–nay                    | Tổng Liên đoàn Lao động Việt Nam                                |
| 3                          | Giải thưởng Nguyễn Đức Cảnh                    | 2008–nay, 5 năm 1 lần       | Tổng Liên đoàn Lao động Việt Nam                                |
| 4                          | Giải thưởng Kovalevskaya                       | 1985–nay                    | Hội Liên hiệp Phụ nữ Việt Nam                                   |
| 5                          | Giải thưởng Sao Vàng Đất Việt                  | 2003–nay, không thường niên | Hội Liên hiệp Thanh niên Việt Nam, Hội Doanh nhân trẻ Việt Nam  |
| 6                          | Giải thưởng Lê Văn Thiêm                       | 1990, 1997–2020             | Hội Toán học Việt Nam                                           |
| 7                          | Giải thưởng Trần Đại Nghĩa                     | 2016–nay, 3 năm 1 lần       | Viện Hàn lâm Khoa học và Công nghệ Việt Nam                     |
| 8                          | Giải thưởng Hội Điện ảnh Việt Nam              | 1994–2002                   | Hội Điện ảnh Việt Nam                                           |
| 8                          | Giải Cánh diều                                 | 2003–nay, trừ 2022          | Hội Điện ảnh Việt Nam                                           |
| 9                          | Giải thưởng Hội Nhà Văn Việt Nam               | 1999–nay                    | Hội Nhà văn Việt Nam                                            |
| 10                         | Giải thưởng Kiến trúc Quốc gia                 | 1994–nay, 2 năm 1 lần       | Hội Kiến trúc sư Việt Nam                                       |
| 11                         | Giải thưởng Nhân tài Đất Việt                  | 2005–nay                    | Hội Khuyến học Việt Nam, Tập đoàn Bưu chính Viễn thông Việt Nam |
| 12                         | Giải thưởng âm nhạc Hội Nhạc sĩ Việt Nam       | 2003–nay                    | Hội Nhạc sĩ Việt Nam                                            |
| 13                         | Giải thưởng Tình nguyện Quốc gia               | 2012–nay                    | Đoàn Thanh niên Cộng sản Hồ Chí Minh                            |
| 14                         | Giải thưởng Lý Tự Trọng                        | 2007–nay                    | Đoàn Thanh niên Cộng sản Hồ Chí Minh                            |
| 15                         | Giải thưởng Chuyển đổi số Việt Nam             | 2019–nay                    | Hội Truyền thông số Việt Nam                                    |
| 16                         | Giải thưởng Sao Đỏ                             | 1999–nay, 2 năm 1 lần       | Hội Doanh nhân trẻ Việt Nam                                     |
| Cấp Doanh nghiệp / Báo chí |                                                |                             |                                                                 |
| 1                          | Giải thưởng Cống hiến                          | 2005–nay                    | Báo Thể thao và Văn hóa                                         |
| 2                          | Zing Music Awards                              | 2010–2020                   | Zing                                                            |
| 3                          | Giải thưởng truyền hình HTV                    | 2007–2016                   | Đài Truyền hình Thành phố Hồ Chí Minh                           |
| 4                          | Keeng Young Awards                             | 2017–2018                   | Keeng, Imuzik                                                   |
| 5                          | Làn Sóng Xanh                                  | 1997–nay                    | Đài Tiếng nói Nhân dân Thành phố Hồ Chí Minh                    |
| 6                          | WeChoice Awards                                | 2014–2020, 2023–nay         | Công ty Cổ phần VCCorp                                          |
| 7                          | Ấn tượng VTV                                   | 2014–nay                    | Đài Truyền hình Việt Nam                                        |
| 8                          | Quả bóng vàng Việt Nam                         | 1995–nay, trừ 2013          | Báo Sài Gòn Giải Phóng                                          |
| 9                          | Giải Mai Vàng                                  | 1995–nay                    | Báo Người lao động                                              |
| 10                         | Elle Style Awards Vietnam                      | 2015–2019                   | Tạp chí Elle Vietnam                                            |
| 11                         | Elle Beauty Awards Vietnam                     | 2018–nay                    | Tạp chí Elle Vietnam                                            |
| 12                         | Her World Young Achiever Vietnam               | 2016, 2018                  | Tạp chí Her World Vietnam                                       |
| 12                         | Her World Awards Vietnam                       | 2023–nay                    | Tạp chí Her World Vietnam                                       |
| 13                         | TikTok Awards Việt Nam                         | 2020–nay, trừ 2021          | TikTok Vietnam                                                  |
| 14                         | Giải thưởng Ngôi Sao Xanh                      | 2014–nay                    | Tạp chí Thế giới Điện ảnh, TodayTV                              |
| 15                         | Giải thưởng Phan Châu Trinh                    | 2007–2017                   | Nhà xuất bản Tri Thức, Quỹ Văn hóa Phan Châu Trinh              |
| 16                         | Giải thưởng Trần Văn Giàu                      | 2003–2010                   | Ủy ban giải thưởng Trần Văn Giàu                                |
| 17                         | Giải thưởng Vinh danh nước Việt                | 2004–2006                   | Báo VietNamNet                                                  |
| 18                         | Ngôi sao của năm                               | 2012–nay                    | Chuyên trang Ngôi sao thuộc VnExpress                           |
| 19                         | SR Fashion Awards                              | 2020–nay                    | Chuyên trang Style-Republik                                     |
| 20                         | Giải thưởng Fair Play Việt Nam                 | 2012–nay                    | Báo Pháp Luật Thành phố Hồ Chí Minh, Liên đoàn bóng đá Việt Nam |
| 21                         | Cúp Chiến thắng                                | 2015–nay, trừ 2021, 2022    | VTVcab, Vietcontent Sports, Cục Thể dục Thể thao                |
| 22                         | Ngôi sao Bạch kim                              | 2003, 2006                  | Báo Màn ảnh sân khấu                                            |
| 23                         | YAN Vpop 20 Awards                             | 2010–2016                   | YanTV                                                           |
| 24                         | POPS Awards                                    | 2014–2019                   | POPS Worldwide                                                  |
| 25                         | V Live Awards                                  | 2016–2020                   | V Live                                                          |
| 26                         | Men&life Awards                                | 2019, 2022                  | Ấn phẩm Men&life                                                |

## Giải thưởng khác

### Liên hoan phim
| Stt | Tên                                          | Giai đoạn                       | Đơn vị tổ chức                                                                           |
| --- | -------------------------------------------- | ------------------------------- | ---------------------------------------------------------------------------------------- |
| 1   | Liên hoan phim Việt Nam                      | 1970–nay, 2 hoặc 3 năm 1 lần    | Cục Điện ảnh, Ủy ban nhân dân của tỉnh thành đăng cai                                    |
| 2   | Liên hoan phim quốc tế Hà Nội                | 2010–nay, 2 năm 1 lần, trừ 2020 | Cục Điện ảnh, Sở Văn hóa và Thể thao thành phố Hà Nội                                    |
| 3   | Liên hoan phim châu Á Đà Nẵng                | 2023–nay                        | Sở Văn hóa và Thể thao Thành phố Đà Nẵng, Hiệp hội Xúc tiến phát triển Điện ảnh Việt Nam |
| 4   | Liên hoan phim quốc tế Thành phố Hồ Chí Minh | 2024–nay                        | Sở Văn hóa và Thể thao Thành phố Hồ Chí Minh, Hội điện ảnh Thành phố Hồ Chí Minh         |

### Liên hoan truyền hình / sân khấu
| Stt | Tên                             | Giai đoạn                | Đơn vị tổ chức                                                                 |
| --- | ------------------------------- | ------------------------ | ------------------------------------------------------------------------------ |
| 1   | Liên hoan truyền hình toàn quốc | 1981–nay, trừ 2021, 2022 | Đài Truyền hình Việt Nam, Đài Phát thanh - Truyền hình của tỉnh thành đăng cai |
| 2   | Liên hoan kịch nói toàn quốc    |                          |                                                                                |

### Cuộc thi âm nhạc
| Stt | Tên                                       | Giai đoạn              | Đơn vị tổ chức                                    |
| --- | ----------------------------------------- | ---------------------- | ------------------------------------------------- |
| 1   | Liên hoan tiếng hát truyền hình toàn quốc | 1997, 1999             | Đài Truyền hình Việt Nam                          |
| 1   | Sao Mai                                   | 2001–nay, 2 năm 1 lần  | Đài Truyền hình Việt Nam                          |
| 2   | VTV – Bài hát tôi yêu                     | 2002–2004, 2016        | Đài Truyền hình Việt Nam, Đông Tây Promotion      |
| 3   | Sao Mai điểm hẹn                          | 2004–2014, 2 năm 1 lần | Đài Truyền hình Việt Nam, Đông Tây Promotion      |
| 4   | Bài hát Việt                              | 2005–2015              | Đài Truyền hình Việt Nam, Cát Tiên Sa             |
| 5   | Chuông vàng vọng cổ truyền hình           | 2006–nay               | Đài Truyền hình Thành phố Hồ Chí Minh, Saigonbank |

## Sưu tầm

### Lễ trao giải

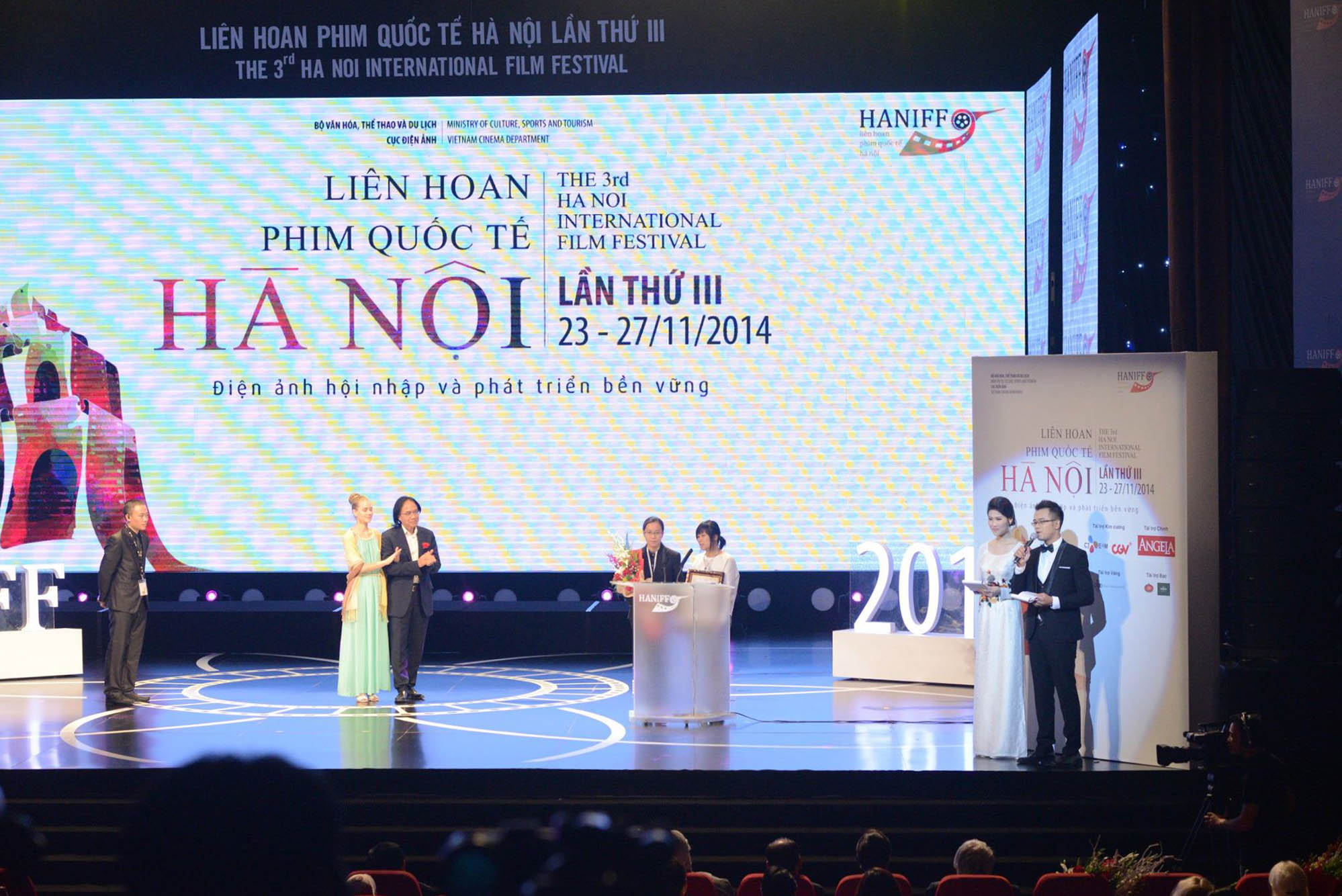
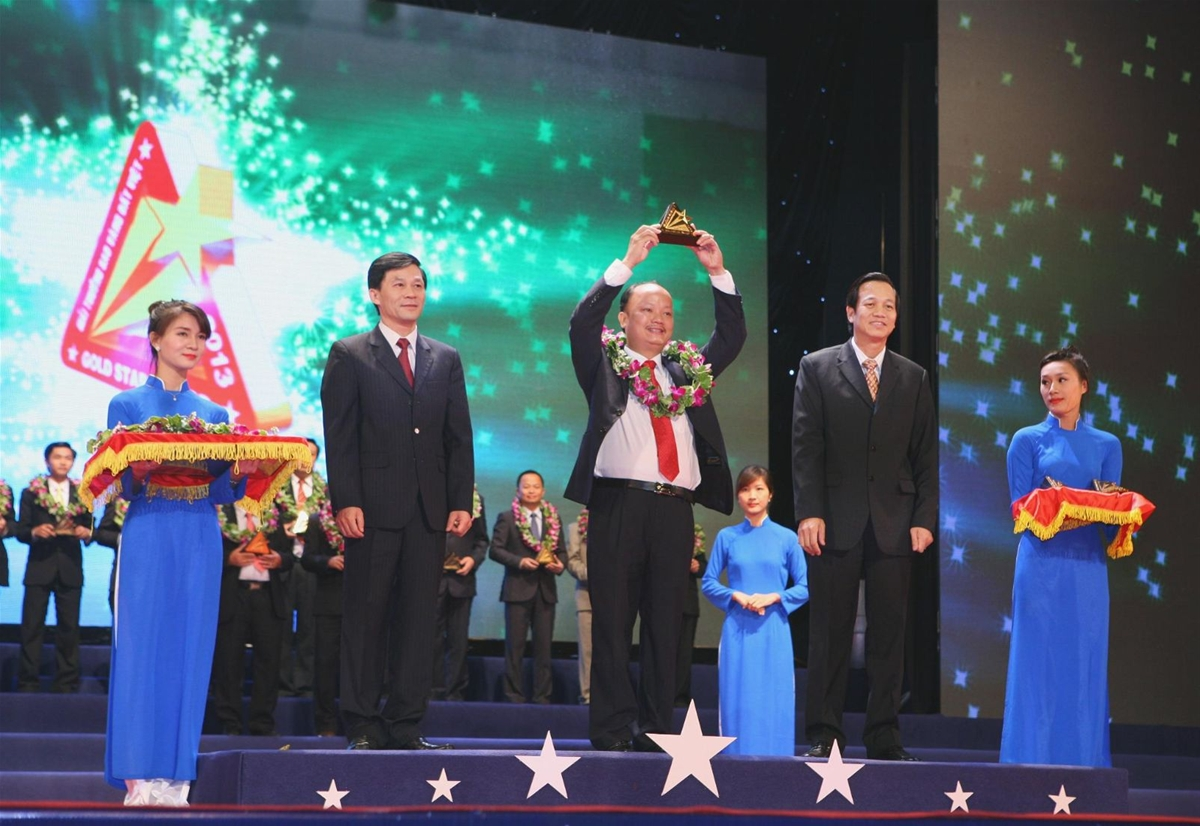
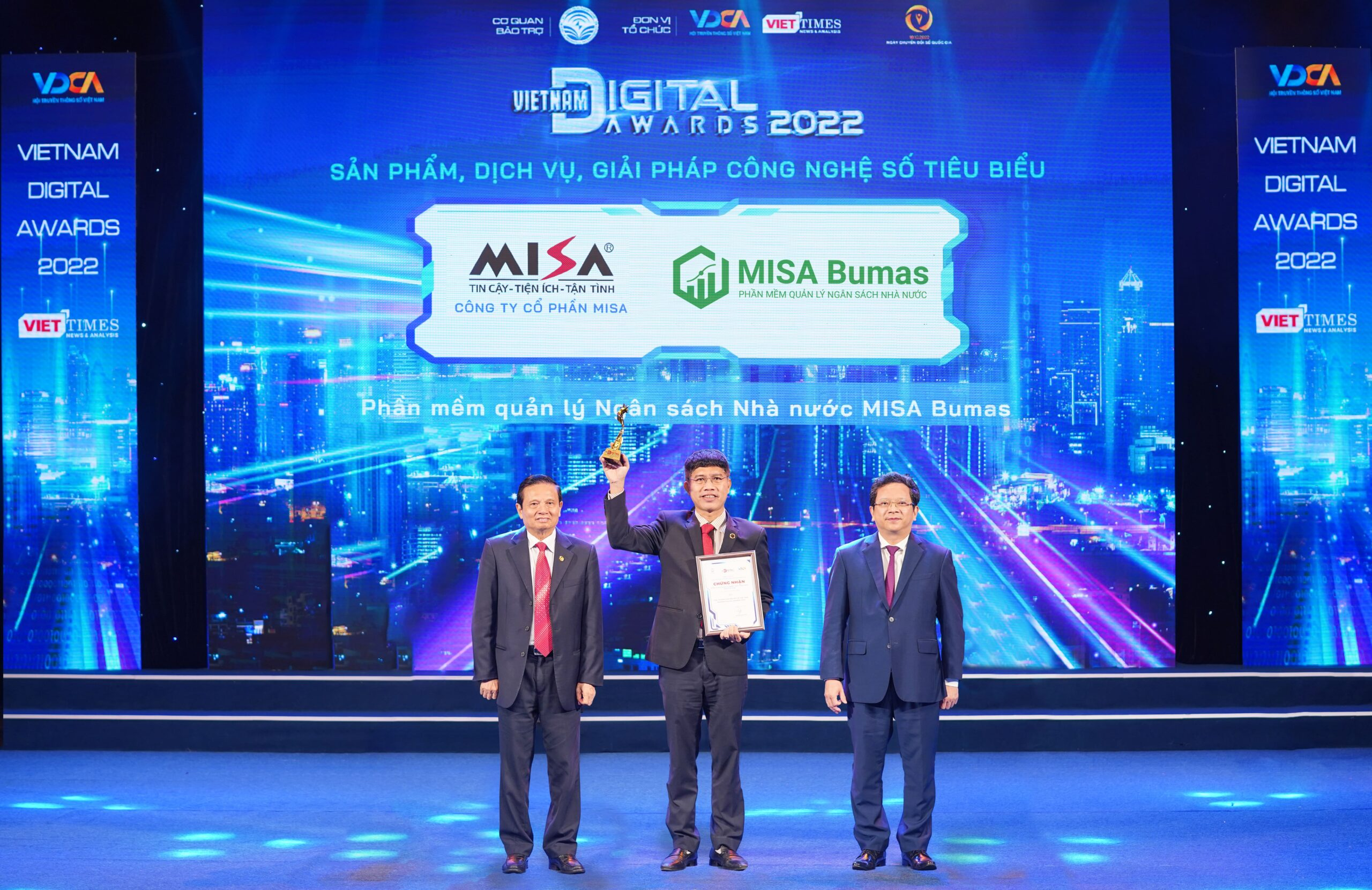
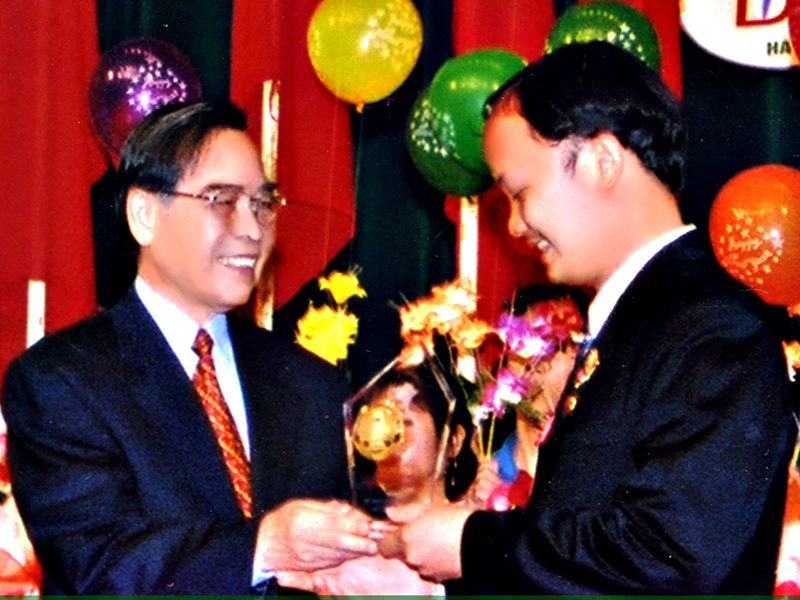
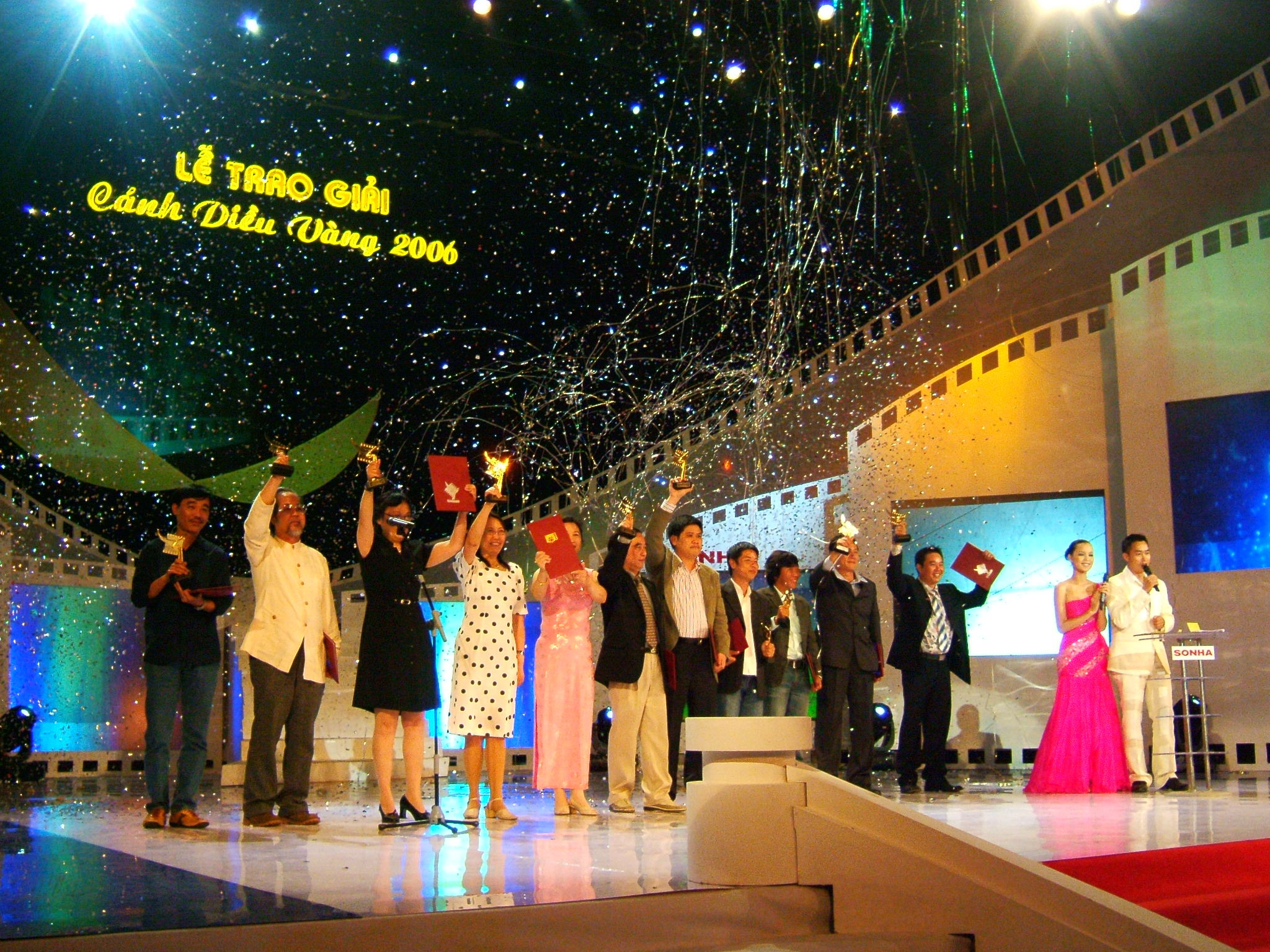
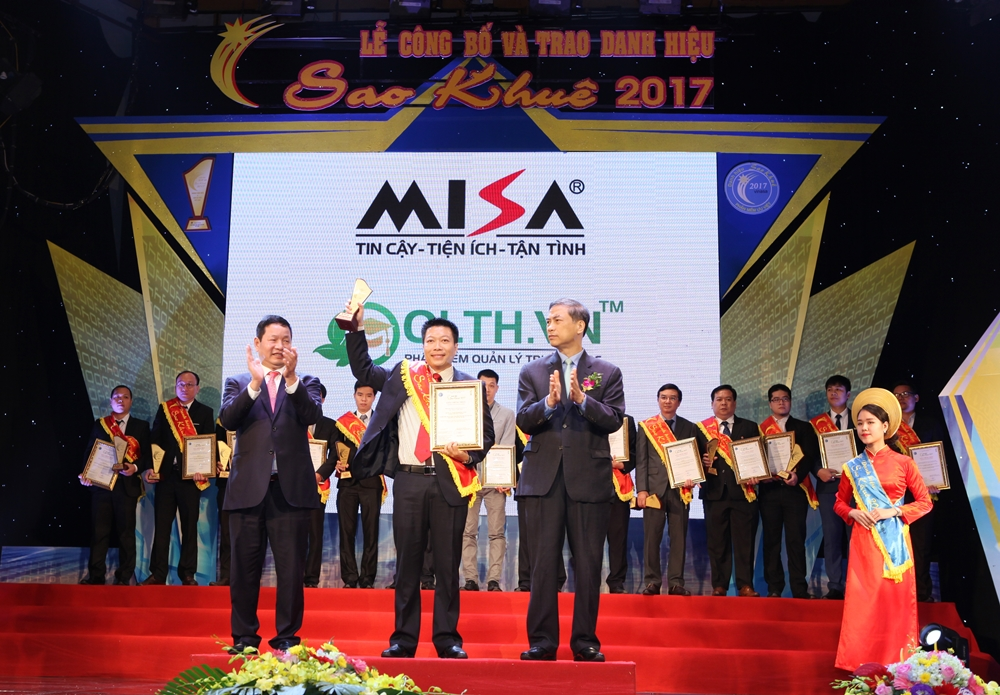

- Tập tin:Bui tho thinh.jpg